# 플로렌시엘라목
플로렌시엘라목(Florenciellales)은 규질편모조강(硅質鞭毛藻綱, Actihrysophyceae 또는 Dictyochophyceae)에 속하는 조류 목의 하나이다.
프세우도카토넬라속(Pseudochattonella), 플로렌시엘라속(Florensiella) 그리고 루테오케라수스속(Luteocerasus)을 포함하고 있다.